# Латвийско-таджикистанские отношения
Латвийско-таджикистанские отношения — дипломатические отношения между Латвийской Республикой и Республикой Таджикистан. Установлены 11 мая 1994 года. До начала 1990-х годов обе страны были республиками в составе СССР. Сегодня они сотрудничают в рамках Организации Объединённых Наций, Организации по безопасности и сотрудничеству в Европе, Всемирной торговой организации и других международных структур.

## Сравнительные характеристики
|                      | Таджикистан                                                                    | Латвия                                                |
| -------------------- | ------------------------------------------------------------------------------ | ----------------------------------------------------- |
| Население            | 8 439 700                                                                      | 1 973 700                                             |
| Территория           | 143 000 км²                                                                    | 64 589 км²                                            |
| Плотность населения  | 57,2 чел./км²                                                                  | 34,3 чел./км²                                         |
| Столица              | Душанбе                                                                        | Рига                                                  |
| Крупнейшие города    | Душанбе, Худжанд, Куляб, Курган-Тюбе, Истаравшан, Канибадам, Пенджикент, Хорог | Рига, Даугавпилс, Лиепая, Елгава, Юрмала              |
| Форма правления      | Президентская республика                                                       | Парламентская республика                              |
| Государственный язык | Таджикский                                                                     | Латышский                                             |
| Основная религия     | Ислам (суннитского толка)                                                      | Христианство                                          |
| ВВП (ППС)            | 17,555 млрд долларов США (2 247 $ на душу населения)                           | 46,547 млрд долларов США (25 195 $ на душу населения) |
| ВВП (номинал)        | 8,572 млрд долларов США (1 041 $ на душу населения)                            | 32,320 млрд долларов США (16 145 $ на душу населения) |
| Валюта               | сомони                                                                         | евро                                                  |

## История
Немаловажную роль в укреплении отношений между государствами играют встречи на высшем уровне. Глава Таджикистана Эмомали Рахмон совершил государственный визит в Латвию в феврале 2009 года. По результате переговоров были подписаны пять документов о сотрудничестве. Ответный визит Президента Латвии Валдиса Затлерса в Республику Таджикистан состоялся в июле того же года. Это был первый визит лидера страны-члена Евросоюза в Таджикистан. По приглашению Эмомали Рахмона латвийский президент Андрис Берзиньш посетил РТ в июне 2014 года.

## Экономическое сотрудничество
В развитии экономического сотрудничества участвует Латвийско-таджикский совместный комитет по экономическому, промышленному, научному и техническому сотрудничеству, первое заседание которого состоялось в ноябре 2013 года в Риге.
В 1998 году в Латвии было открыто Торговое представительство Таджикистана.      
Латвия закупает в Таджикистане хлопок и алюминий, а поставляет туда автомобили, минеральное топливо, электрическое оборудование и т. д.
В 2013 году внешнеторговый оборот двух стран составил 35,23 млн. долларов США. В первом квартале 2014 года товарооборот составил 7,882 млн. долларов.